# Cecilia Picchi
Cecilia Picchi (née le 8 mars 1867 à Florence et morte le 15 décembre 1924 à Florence) est une ornithologue italienne, notamment connue pour sa collection de spécimens d'oiseaux.

## Biographie

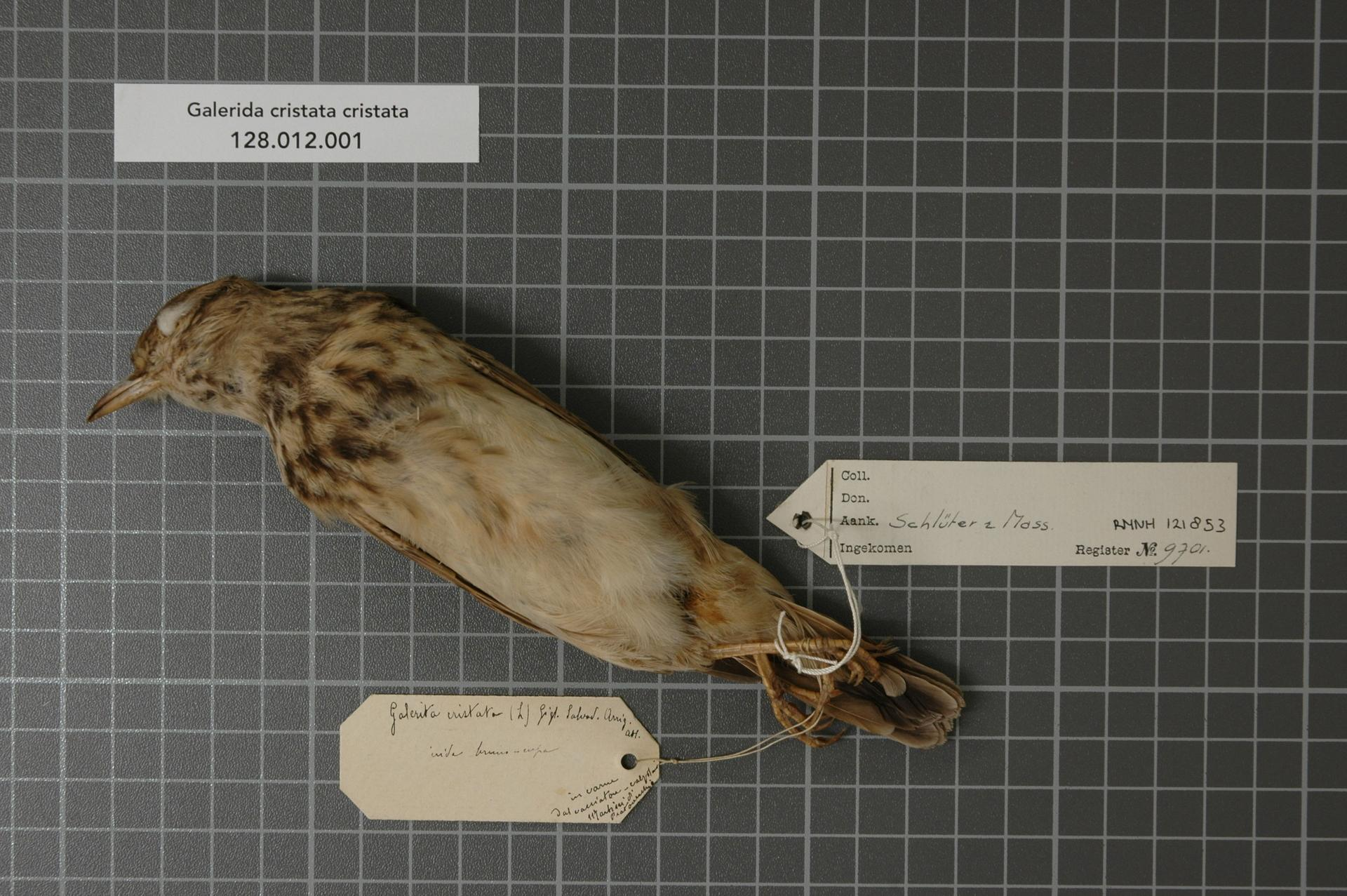
Spécimen de Cochevis huppé mâle ayant appartenu à la collection de Cecilia Picchi, aujourd'hui préservé à Pratovecchio.

Cecilia Picchi est née à Florence en 1867, de Pietro et Adele Tavanti. Elle entretient une relation forte avec son père durant son enfance, tandis que sa mère a abandonné la famille lorsque Cecilia avait 3 ans. Elle commence à s'intéresser à l'ornithologie autour de ses 20 ans, se concentrant sur l'étude du comportement des oiseaux et à partir de 1886 la constitution d'une collection de spécimens dédiée à son père, son oncle et sa cousine. Cette collection a pour but de rassembler toutes les espèces décrites dans l’Ornis Italica. Elle s'investit également dans la lutte contre la chasse et ses conséquences néfastes pour les oiseaux. Elle publie dans des revues d'ornithologie à partir de 1899, notamment sur la protection de l'avifaune. Sa collection lui donne l'occasion d'interagir avec de nombreux ornithologues italiens de l'époque (notamment Ettore Arrigoni degli Oddi (en), à qui elle dédie la sous-espèce Buteo buteo arrigonii qu'elle décrit en 1903), et à rejoindre la Société Zoologique Italienne entre 1910 et 1913. À partir de 1914, elle restreint ses activités ornithologiques à la suite du décès de son père et de difficultés financières ; elle se consacre notamment à la taxidermie des milliers de spécimens de sa collection, au moins jusqu'en 1922. Elle meurt dans sa ville natale le 15 décembre 1924. Sa collection, devenue la plus importante de Toscane et rassemblant des spécimens rares, ne lui survit pas et se désagrège rapidement ; on n'en connait aujourd'hui que 223 spécimens répartis dans de nombreux musées d'histoire naturelle, notamment aux Pays-Bas et aux États-Unis.